# Абдул Азиз II
Абд аль-Азиз II ибн Ахмад Абу Фарис, или Абдул Азиз II (ум. 1396) — маринидский султан Марокко в 1393—1398 годах.

## Биография
Абдул Азиз II сменил Абу-ль-Аббаса Ахмада на престоле 1393 году. Во время его правления государством фактически управлял визирь. Его преемником стал его брат Абдалла в 1396 году.